# 超人：动画系列
《超人：动画系列》（英語：Superman: The Animated Series），是一部美国的电视动画，由DC漫画公司旗舰角色超人主演。一共出了4个季度54集，系列由华纳动画公司制作并由华纳动画天地从1996年9月6日到2000年2月12日播放。华纳兄弟应用相同的“更现代、更严肃的”动画风格处理DC漫画的旗舰角色，相同的方法已经成功制作出《蝙蝠侠：动画系列》（英语：Batman: The Animated Series）。如同第一季的《蝙蝠侠：动画系列》，主要开放“标题”序列的超人没有实际的标题。在哥伦比亚电视台有轻微或中等的编辑，并于随后在图恩迪斯尼和迪斯尼XD重播。故事背景與蝙蝠俠：動畫系列共同處於Earth-12
中国大陆曾引进并于国内各大电视台播出了第1、2季。中录华纳公司于2005年在内地发行了《最后的氪星之子》（第1季前3集）和《家之一角》（第5，17，35和42集）的6区DVD。